# Польский узел (спелеотуризм)
По́льский у́зел (от англ. Polish knot) в спелеотуризме — крепёжный карабинный временный узел на середине альпинистской верёвки при страховке. Состоит из полуштыка и петли. Позволяет легко удлинять и укорачивать верёвку. Одновременно прочный и надёжный узел. Легко завязывать и развязывать. В спелеотуризме польский узел применяют редко.
Отличие спелеотуристического «польского» узла от морского «палового» узла в том, что «польский» узел завязывают всегда серединой верёвки, «паловый» узел — всегда концом швартового фала.

## Способ завязывания

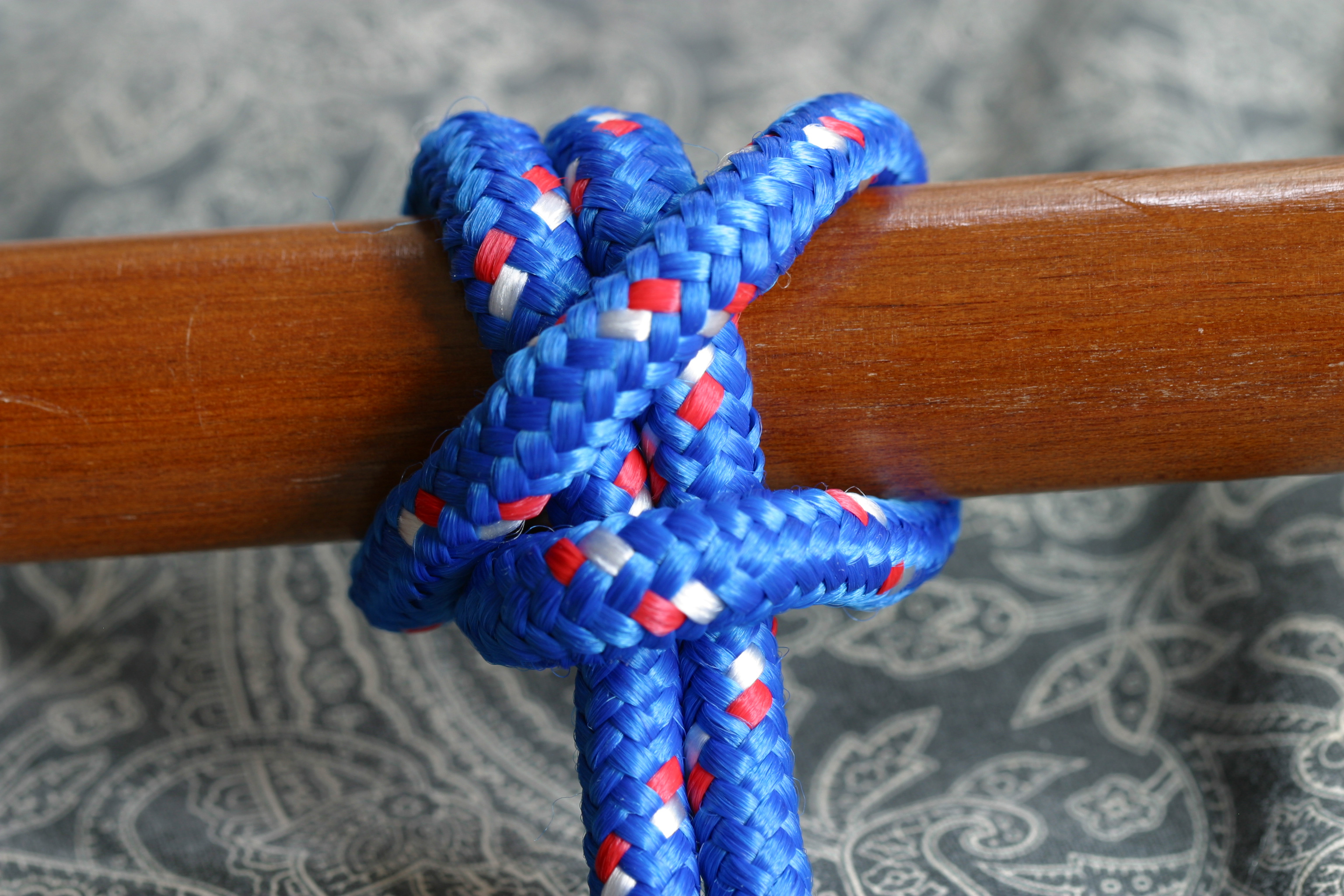
морской «паловый» узел на опоре

Существуют несколько способов завязывания спелеотуристического «польского» узла:
- Серединой верёвки на карабин (позволяет завязать одной рукой)
- Без опоры формируют узел (двумя руками серединой верёвки) и вщёлкивают в карабин

## Признаки
Плюсы
- Узел — прост
- Может быть завязан одной рукой (даже в рукавице)
- Узел позволяет легко и быстро регулировать длину верёвки (удлинять, укорачивать, выбирать слабину)
- Легко завязывать и развязывать после большой нагрузки (или рывка)
- Узел завязывают серединой верёвки, чем обеспечивается надёжная страховка (контрольный узел — не нужен)

Минусы
- Карабин — необходим

## Применение
В спелеотуризме
- При страховке

В рыболовстве
- Для крепления рыболовного крючка с плоским концом без отверстия к леске. Для этого конец лески удваивают и завязывают узлом, а полученной петлёй крепят крючок[9]